# Una seconda occasione
Una seconda occasione (İkinci Şans) è un film drammatico turco del 2016 diretto da Özcan Deniz.

## Trama
Yasemin è una donna divorziata e madre single professoressa di matematica, mentre Cem e’il proprietario di un ristorante, I due, che hanno personalità completamente diverse e contrapposte, si incontrano in circostanze strane.

## Personaggi e interpreti
- Cemal, interpretato da Özcan Deniz.
- Yasemin, interpretata da Nurgül Yeşilçay.
- Mahmut, interpretata da Mesut Can Tomay.
- Mesut, interpretato da Tolga Deniz.
- Çiçek, interpretata da Afra Saraçoğlu.
- Berrin Arısoy Akhasanoğlu.
- Fulya Şirin.
- Anıl Altınöz.
- Evren, interpretata da Aybike Turan.
- Erdal, interpretato da Kaan Yalçin.
- Halil, interpretato da Ömer Akgüllü.
- Özlem, interpretata da Özge Kepkebir.
- Duygu Çelebi.
- Füsun Erbulak.
- Danez, interpretata da Dana Abed.
- Faruk, interpretato da Murat Ayaz.
- Pervin, interpretata da Nazlı Çetinel.
- Anar Usta, interpretato da Aydin Erek.
- Burcu, interpretata da Sugdem Gözalir.
- Didem, interpretata da Didem Moralıoğlu.
- Mert, interpretato da Oğuz Yeğin.
- Erdal Sevgili, interpretata da Başak Öcal.

## Distribuzione
In Turchia il film è stato presentato in anteprima nelle sale il 17 novembre 2016. In Italia il film è andato in onda in prima visione e in prima serata su Canale 5 il 2 agosto 2024.